# Europa en la Primera Guerra Mundial
Aunque el conflicto se extendió considerablemente a otros continentes, Europa fue el principal escenario de la Primera Guerra Mundial. Fue donde comenzó y donde terminó; donde durante los cuatro años que duró la guerra, ejércitos de proporciones hasta entonces desconocidas se enfrentaron a una escala gigantesca, con utilización de nuevas tecnologías bélicas. cuyo resultado fue la devastación de las regiones de guerra, la quiebra de la economía europea y millones de muertos, mutilados e inválidos.

## Información general
El escenario europeo está dividido en cuatro principales lugares de operaciones: el Frente Occidental, el Frente Oriental, el Frente italiano, y el Frente de los Balcanes. Sin embargo, no todos los países europeos se vieron involucrados o envueltos en la guerra. El Reino Unido no fue casi tocado por la guerra. La mayor parte de Francia no se vio afectada, al igual que la mayor parte de Alemania y de Italia. Algunos grandes países de Europa se mantuvieron neutrales durante la guerra, como Suecia y España - la gran guerra pasado por alto, sin mucho impacto. Por otra parte, algunos países fueron conquistados (Serbia, Bélgica, Rumania). Otros países como Rusia y el Imperio Otomano vieron marchar a los ejércitos en la mayor parte de sus tierras, con una gran devastación como resultado.
Aunque Estados Unidos se unió a la guerra, Gran Bretaña tenía el control sobre el Océano Atlántico, la única batalla del Ejército de los EE. UU. ocurrió en Europa en el Frente Occidental. El ejército estadounidense, fue transportado por barco a través del océano para que pudiera luchar contra los alemanes en Francia.

## Frente Occidental
El frente occidental fue escenario de combate continuo desde el comienzo de la guerra hasta el último día de la guerra, 11 de noviembre de 1918. Los combates en el frente occidental se limitan principalmente a la parte nordeste de Francia, así como también a Bélgica. La mayor parte de Francia no luchó y Holanda se mantuvo neutral en toda la guerra.

## Frente Oriental

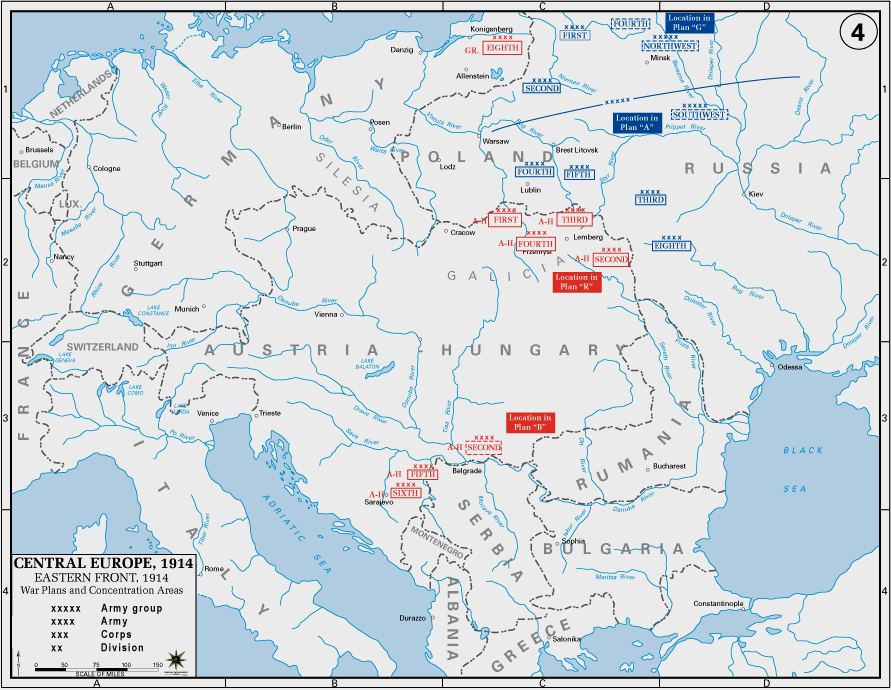
Frente Oriental, 1914.

El frente oriental cubre un territorio muy extenso, desde el mar Báltico al norte, hasta el Mar Negro por el sur; en el oeste Prusia y de Galitzia, y Letonia y Minsk hacia el este.  La lucha en este frente de composición desde la última operación militar de importancia tuvo lugar en el otoño de 1917. Las dos Revoluciones Rusas de 1917 la obligan a salir de la guerra. El gobierno bolchevique, asume el poder en noviembre de 1917 y promete poner fin a la guerra, hecho que se produjo cuando el gobierno firma el Tratado de Brest-Litovsk que puso fin a la guerra en marzo de 1918.
Los combates en el Frente Oriental fueron principalmente respondidos por el ejército alemán y el ejército austro-húngaro por un lado, y las fuerzas del Imperio Ruso y Rumania, por otro. 
Tres países que formaron el Frente Oriental durante la Primera Guerra Mundial son: Prusia, Polonia y Ucrania.

## Frente Italiano
El Frente Italiano tuvo lugar en las regiones fronterizas con el Imperio austrohúngaro, en el nordeste de Italia. La lucha en este frente comenzó el 23 de mayo de 1915 y duró hasta el 3 de noviembre de 1918. La mayoría de los combates se concentraron en una región muy pequeña, entre los Alpes y el Adriático, cerca de la ciudad de Trieste.
En los combates participaron principalmente Italia y Austria-Hungría, pero también lucharon pequeños contingentes de Francia, el Reino Unido y los EE. UU. (que luchaban del lado de Italia), y Alemania (aliada de Austria-Hungría).

## Frente Balcánico
El Frente de los Balcanes cubrió totalmente Serbia, Montenegro, Albania y Rumania. También abarcó el norte de Grecia, la parte occidental de Bulgaria y las partes sur y este de Austria-Hungría. Muy pocos enfrentamientos tuvieron lugar en este escenario durante largos períodos de tiempo. Es considerado el menor de los escenarios de la guerra por las grandes potencias, al menos en comparación con los frentes ya mencionados.
Las Potencias Centrales de Austria-Hungría, Alemania, Bulgaria, más el Imperio Otomano se enfrentaron allí a las potencias aliadas de Serbia, Francia, el Reino Unido, Rumania, Rusia, Montenegro y Grecia.

## El Conflicto Naval
Debido a la posición dominante de las fuerzas navales británicas y francesas, solo se produjeron limitados enfrentamientos en los mares que rodean Europa. La flota de submarinos alemanes, U-Boot, fue parte de la flota de barcos que intentaron hundir buques mercantes británicos, con cierto éxito a principios de la guerra. Los U-Boot formaban parte de los submarinos alemanes tenían rango de cruceros medianos, y, en esta guerra actuaron sobre todo en el Mar del Norte, el Mar de Irlanda y en el Mar Mediterráneo. El submarino alemán U-Boot fueron drásticamente reducidos cuando los británicos finalmente adoptaron el sistema de convoyes a principios de 1917. En el mar del Norte se produjo la batalla de Jutlandia, la mayor batalla naval de la guerra, entre la armadas británica y alemana. Fue una victoria estratégica de la flota británica, ya que quedó dueña del mar del Norte y la flota alemana quedó confinada en sus puertos hasta el final de la guerra.
En el Adriático, un combate mar muy limitado tuvo lugar entre la Armada de Austria-Hungría y las armadas aliadas de Francia, Gran Bretaña e Italia. La estrategia de los Aliados fue el bloqueo del Adriático y vigilar los movimientos de la flota austríaca. En general, esta estrategia tuvo éxito, pero los alemanes y los austríacos fueron capaces de enviar submarinos al Mediterráneo, donde produjeron algunos daños. La base marítima de la flota alemana y austríaca en el Adriático fue Pola (actual Pula, en Croacia). Japón, un aliado del Reino Unido, envió  algunos destructores al Mediterráneo, que fueron muy eficaces en la patrulla y en la guerra antisubmarina. En contraste, en la Marina italiana fueron "lánguidos y apáticos" (Cyril Falls "La Gran Guerra", p. 295). La única batalla naval significativa se produjo el 15 de mayo de 1917, cuando tres cruceros de Austria al mando del capitán Miklós Horthy realizaron un ataque a algunos transportes italianos y británicos, cerca de Valona, Albania. El ataque fue un éxito parcial, pero la flota asaltante quedó casi destruida por el fuego de artillería de los barcos italianos, que los persiguió de regreso a Pola.
En el Mar Negro, la flota rusa era dominante y fue dirigida por dos comandantes cualificados, el almirante Eberhart y el almirante Kolchak (que asumió en 1916). A finales de 1915, la flota rusa tenía un control casi completo del mar. La flota del Mar Negro se utilizaba principalmente para apoyar General Yudénich en la Campaña del Cáucaso.
En el Mar Báltico, la flota rusa estuvo esencialmente inactiva, resguardada tras los cinturones de minas que se extendían a la entrada en el Golfo de Finlandia. Así que la flota alemana dominaba el Mar Báltico y ocasionalmente era utilizada por el ejército alemán en el Frente Oriental.